# Genomsök
Genomsök är en av flera metoder som utnyttjas vid ytövervakning av ett eget behärskat terrängområde. De sökmetoder som finns är slalomsök, zätasök, parallellsök och rutsök. Ibland kombineras flera sökmetoder för att söka av ett område. Genomsök genomförs oftast med en eller flera patruller som oftast är förstärkta med en eller flera hundekipage. Syftet med genomsök är att lokalisera fienden, var fienden uppehållit sig eller vad fienden har lämnat kvar för material inom ett område. Flera hundar kan användas vid genomsök, vilket beror på uppgiftens karaktär, kravet på noggrannheten samt tid till förfogande.
De olika sökmetoderna utnyttjas är följande:
- Slalomsök används företrädesvis i betäckt terräng.
- Zätasök används företrädesvis i småbruten terräng
- Parallellsök används företrädesvis i terräng med gles skog, längs med vägar eller för att söka av ett område med tidsbrist.
- Rutsök används för ett litet område med ett stort krav på noggrannhet.

Det går att använda genomsök utan hundar, men då påminner metodiken mer om rörlig truppspaning.